# Otto Jaus

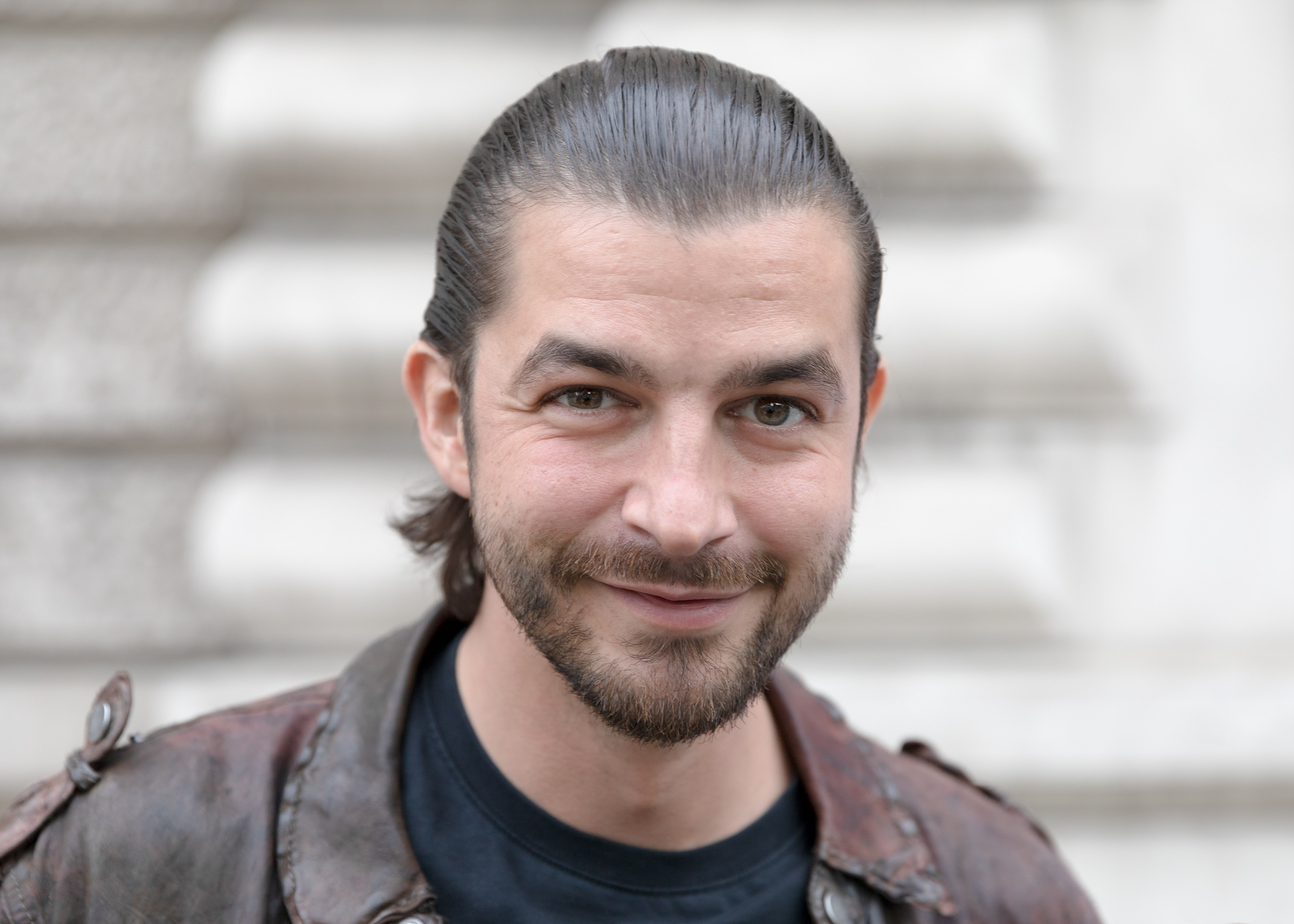
Otto Jaus (2018)

Otto Jaus (* 1983 in Wien) ist ein österreichischer Schauspieler, Sänger und Kabarettist.

## Leben

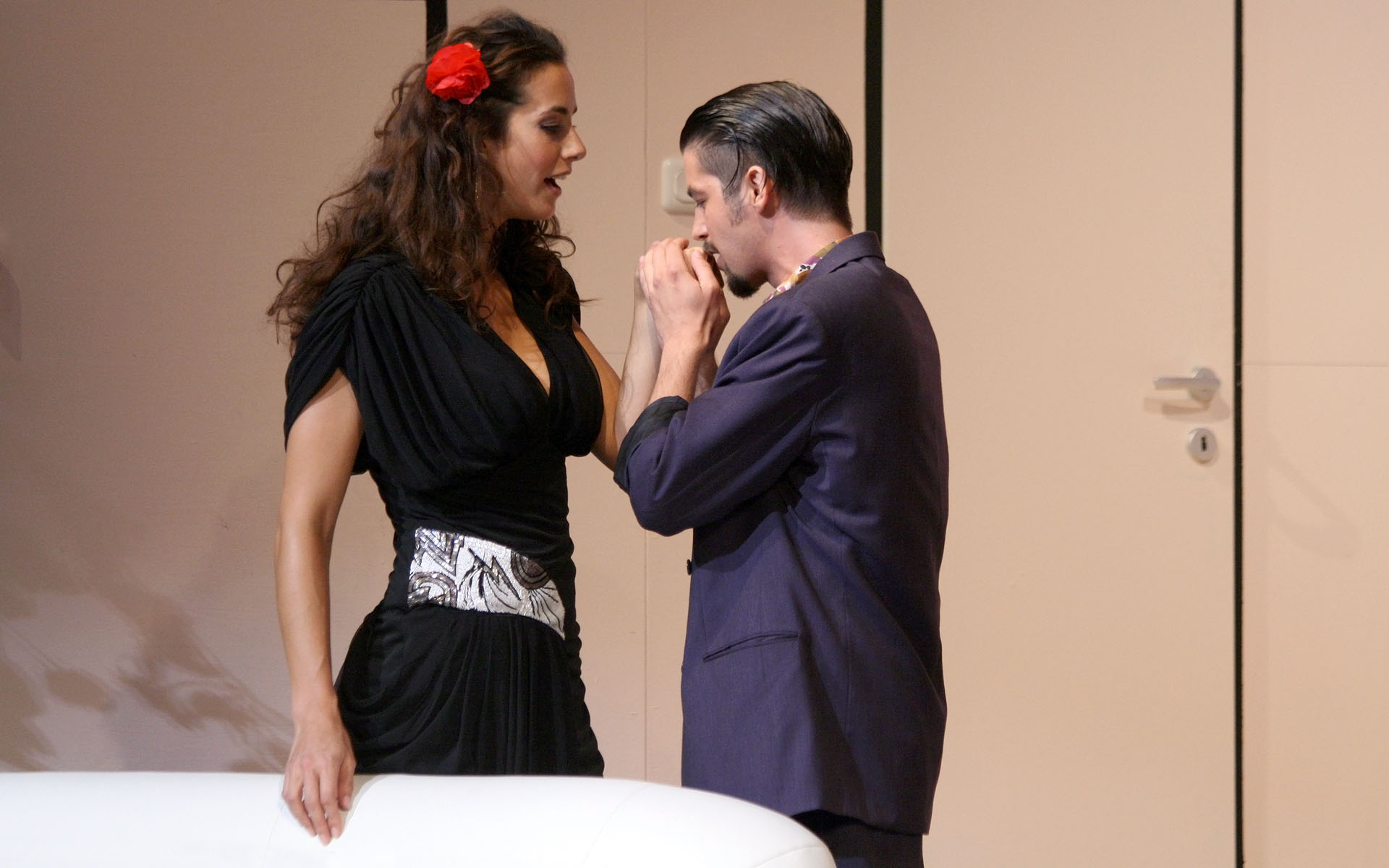
Jaus mit Nina Hartmann in Ein ungleiches Paar (2012)

Otto Jaus verbrachte seine Kindheit in Großebersdorf im Bezirk Mistelbach, ab seinem neunten Lebensjahr war er Mitglied der Wiener Sängerknaben, wo er bis 1999 eine Gesangsausbildung erhielt. Er brach das Gymnasium ab und absolvierte eine dreijährige Ausbildung zum Technischen Zeichner. Ab 2003 studierte er am Konservatorium der Stadt Wien Schauspiel, Gesang und Tanz, 2005 erhielt er ein einsemestriges Stipendium für die Royal Academy of Music in London. Meisterklassen besuchte er unter anderem bei Angelika Kirchschlager, Bobby McFerrin und Herman van Veen.
Nach abgeschlossenem Studium wirkte er auf der Felsenbühne Staatz und am Stadttheater Klagenfurt in Jesus Christ Superstar, Jekyll & Hyde und der Dreigroschenoper mit und stand am Kabarett Simpl unter anderem im Programm Unter dem Teppich sowie als Pezi und Tintifax in Krawutzi Kaputzi – Strengstes Jugendverbot! auf der Bühne. 2012 spielte er an der Grazer Oper im Musical Fame, 2012 und 2013 verkörperte er bei den Festspielen Berndorf im Stück Ein ungleiches Paar die Rolle des Manolo Costazuela.
Im Jänner 2014 feierte sein erstes Soloprogramm Fast fertig – Ein musikalischer Amoklauf Premiere, für dieses wurde er im November 2014 beim Österreichischen Kabarettpreis mit dem Förderpreis ausgezeichnet.
Im Sommer 2014 spielte er in der Zirkusprinzessin im Staatstheater am Gärtnerplatz in München. Bei den Seefestspielen Mörbisch stand er 2015 in der Rolle des Seeoffiziers Enrico Piselli in Eine Nacht in Venedig auf der Bühne. Seit März 2016 ist er in der Komödie Romeo & Julia von Michael Niavarani in dessen Globe Wien als Sohn des alternden Romeos zu sehen. Bei den Arbeiten zu Romeo und Julia lernte er die Schauspielerin Eva-Maria Frank kennen, mit der er seitdem liiert und seit 2019 verheiratet ist. 2020 wurden Jaus und Frank Eltern einer Tochter, Im April 2024 wurden sie zum zweiten Mal Eltern.
Im ORF war er als Mitglied des Rateteams von Was gibt es Neues? sowie im Rahmen des ORF-Sommerkabaretts zu sehen. 
2015 gründete er mit dem Kabarettisten Paul Pizzera das Mundartduo Pizzera & Jaus. Gemeinsam hatten sie mehrere musikalische Erfolge, darunter das Lied Jedermann und das Album Unerhört solide, die beide Platz 1 der jeweiligen Musikcharts belegten. Im Herbst 2017 starteten sie auch ein gemeinsames Musikkabarett-Programm, das sie unter anderem auch an das Wiener Burgtheater führte.
2019 stand er an der Seite von Miriam Fussenegger zu Dreharbeiten für die Filmkomödie Hals über Kopf von Andreas Schmied vor der Kamera. Mit der Weinviertler Band Skolka arbeitete er 2020 für deren Reggae-Single Domois, wia ma Kinder woan... zusammen.
Gemeinsam mit seiner Mutter veröffentlichte er 2022 im Schultz & Schirm Bühnenverlag das Kochbuch Jausmannskost. Ab September 2022 drehte er erneut unter der Regie von Andreas Schmied die Crime-Comedy Pulled Pork mit Paul Pizzera, Valerie Huber und Elisabeth Kanettis. Für eine konzertante Fassung des Musical Jesus Christ Superstar in der Wiener Stadthalle wurde er als Judas besetzt.

## Kabarettprogramme

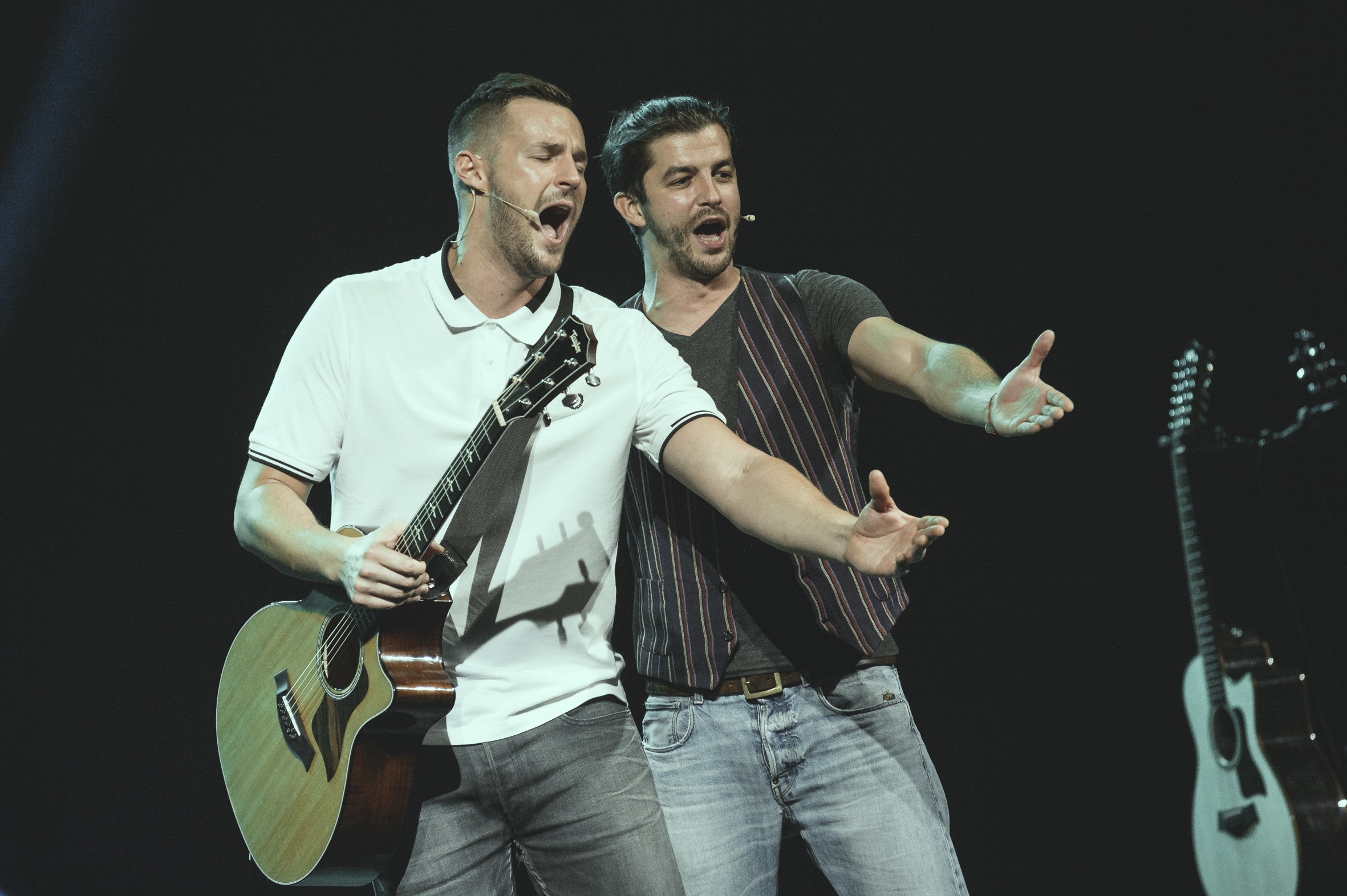
Pizzera & Jaus

- 2014: Fast fertig – Ein musikalischer Amoklauf
- 2017: Unerhört solide – zusammen mit Paul Pizzera
- 2019: Wer nicht fühlen will, muss hören – zusammen mit Paul Pizzera
- 2023: Comedian Rhapsody – zusammen mit Paul Pizzera

## Publikationen (Auswahl)
- 2022: Jausmannskost, gemeinsam mit Elisabeth Jaus, Schultz & Schirm Bühnenverlag, Wien 2022, ISBN 978-3-9504970-5-2[15]

## Filmografie (Auswahl)
- 2023: Hals über Kopf
- 2023: Pulled Pork

## Auszeichnungen und Nominierungen
- 2014: Österreichischer Kabarettpreis – Förderpreis
- 2017: Amadeus-Verleihung 2017 – gemeinsam mit Paul Pizzera Auszeichnung in den Kategorien Song des Jahres (Jedermann) und Pop / Rock; Nominierung in der Kategorie Band des Jahres[18][19]
- 2018: Amadeus-Verleihung 2018 – gemeinsam mit Paul Pizzera Auszeichnung in der Kategorie Album des Jahres (Unerhört solide), Nominierungen in den Kategorien Song des Jahres (Eine ins Leben) und Pop / Rock.[20]
- 2019: Amadeus-Verleihung 2019 – gemeinsam mit Paul Pizzera Auszeichnung in der Kategorie Liveact des Jahres[21]
- 2020: Amadeus-Verleihung 2020 – gemeinsam mit Paul Pizzera Nominierung in den Kategorien Song des Jahres (Kaleidoskop), Live Act des Jahres und Pop / Rock[22]
- 2022: Amadeus-Verleihung 2022 – gemeinsam mit Paul Pizzera Auszeichnung in der Kategorie Liveact des Jahres[23]
- 2024: Amadeus-Verleihung 2024 – gemeinsam mit Paul Pizzera Nominierung in der Kategorie Liveact des Jahres[24][25]
- 2025: Amadeus-Verleihung 2025 – gemeinsam mit Paul Pizzera Auszeichnung in der Kategorie Liveact des Jahres